# As hymnodus sacer
As hymnodus sacer är en koralbok tryckt i Leipzig 1625. Den utgör källa för melodin till psalm nr 187 enligt 1921 års koralbok med 1819 års psalmer som också användes till flera psalmer (nr 347, 377, 431).

## Psalmer
- Min synd, o Gud (1695 nr 253, 1819 nr 187, 1937 nr 283, 1986 nr 544) "Melodins huvudtext".
  - Du som för mig så innerlig (1819 nr 347)
  - O du som har ett hult försvar (1819 nr 377)
  - Vi tackar dig så hjärtelig (1695 nr 362, 1819 nr 431, 1937 nr 431, 1986 nr 492)